# Lijst van voetbalinterlands Australië - Chili (vrouwen)
Deze lijst van voetbalinterlands is een overzicht van alle officiële voetbalinterlands tussen de nationale vrouwenteams van Australië en Chili. De landen hebben tot nu toe vier keer tegen elkaar gespeeld.

## Wedstrijden
| № | Plaats     | Datum            | Competitie        | Wedstrijd         | Uitslag |
| - | ---------- | ---------------- | ----------------- | ----------------- | ------- |
| 1 | Penrith    | 10 november 2018 | Vriendschappelijk | Australië − Chili | 2 − 3   |
| 2 | Newcastle  | 13 november 2018 | Vriendschappelijk | Australië − Chili | 5 − 0   |
| 3 | Parramatta | 9 november 2019  | Vriendschappelijk | Australië − Chili | 2 − 1   |
| 4 | Adelaide   | 12 november 2019 | Vriendschappelijk | Australië − Chili | 1 − 0   |

## Samenvatting
| Competitie        | Totaal gespeeld | Winst Australië | Gelijk | Winst Chili | Doelsaldo Australië – Chili |
| ----------------- | --------------- | --------------- | ------ | ----------- | --------------------------- |
| Vriendschappelijk | 4               | 3               | 0      | 1           | 10 − 4                      |
| Totaal            | 4               | 3               | 0      | 1           | 10 − 4                      |